# Scarlet Envy
Jacob James, més conegut pel nom artístic Scarlet Envy   (Louisville, 26 de febrer de 1992), és un drag queen, personalitat de telerealitat, cantant i intèrpret estatunidenc que va saltar a la fama internacional en l'onzena temporada de RuPaul's Drag Race.

## Primers anys
James va ser criat a Louisville, Kentucky, per dues mares, totes dues anomenades Sherri. Durant la seva infància, va córrer a camp a través durant 12 anys. En 2014, es va graduar en disseny publicitari en el Fashion Institute of Technology.

## Carrera
Scarlet Envy es va iniciar en el món del drag en la universitat, participant en un concurs de drags, on va aprendre que no té les habilitats típiques dels drags per a ballar i desfilar. Aquesta experiència, i el fet de tenir amics drag queen, li va servir per a iniciar la seva carrera com drag queen. Ha atribuït l'èxit de la seva carrera a la persistència, l'energia i l'acceptació. Envy és la filla drag de la finalista de la setena temporada de Drag Race, Pearl.

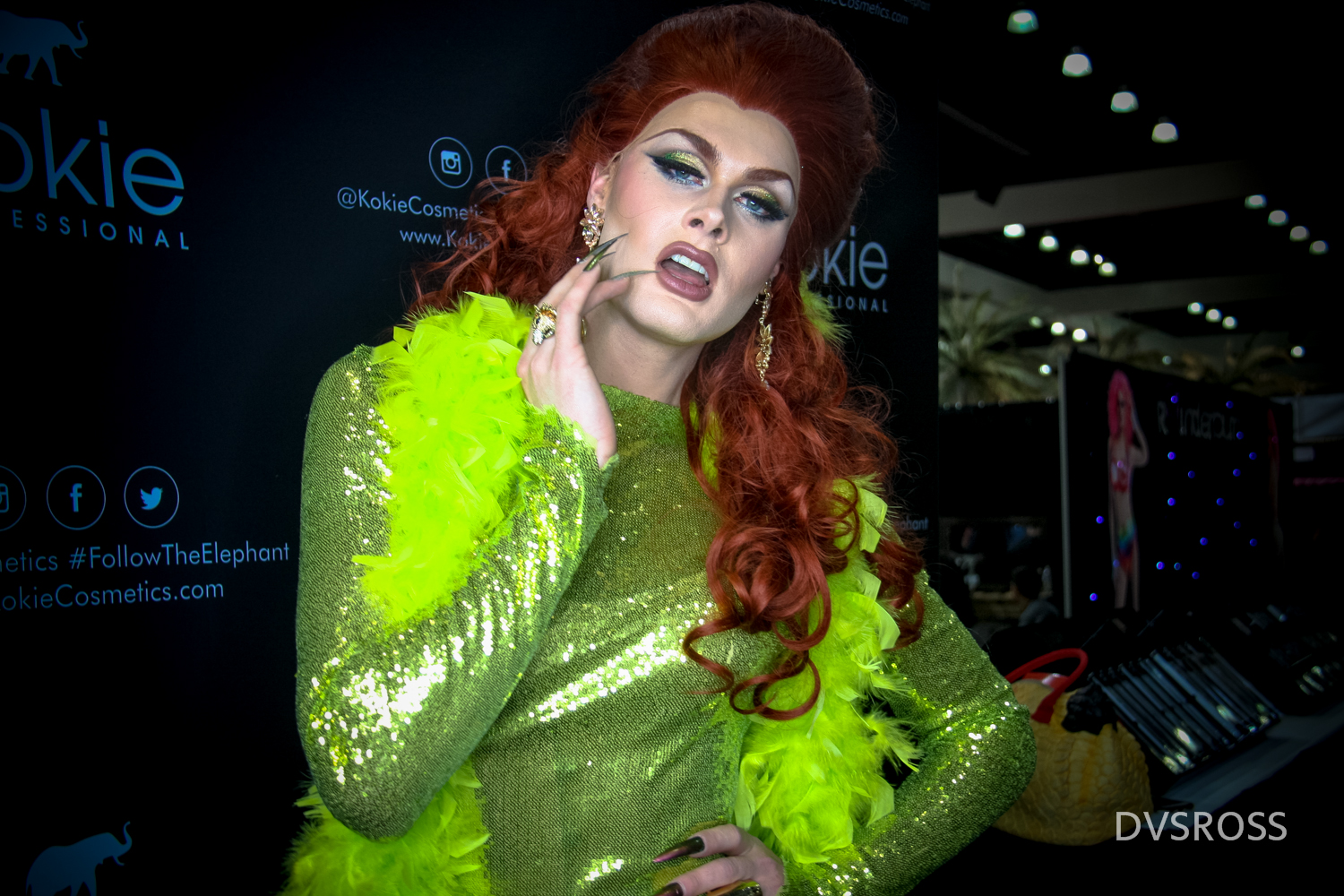
Scarlet Envy el 2017

En 2017, Scarlet Envy va interpretar el paper principal de Yma Sumac en la producció de The Legend of Yma Sumac en The Laurie Beechman Theatre a la ciutat de Nova York. També va aparèixer en el final de temporada de Saturday Night Live com a intèrpret del senzill "Swish Swish" de Katy Perry, al costat d'altres concursants de RuPaul's Drag Race com Yuhua Hamasaki, Vivacious i Brita Filter.
Després de audicionar quatre vegades, Scarlet Envy va ser triada en l'onzena temporada de Drag Race en 2018. Va guanyar el desafiament del segon episodi juntament amb Yvie Oddly. Va guanyar el mini desafiament en l'episodi 4, va participar en una sincronia de llavis de sis persones en l'episodi 3, i va ser eliminada en l'episodi 6, perdent la sincronia de llavis contra la mediocre Ra'Jah O'Hara. Scarlet Envy va tornar per a la sisena temporada de RuPaul's Drag Race: All Stars, que va començar a emetre's el 24 de juny de 2021. Envy es va col·locar fora de perill en els primers 4 episodis, fins que va ser eliminada injustament en el cinquè episodi per Ginger Minj, quedant en novè lloc en general.
El 20 de juny del 2019, Scarlet Envy va llançar el seu senzill "Feeling Is Mutual". El títol de la cançó es basa en la seva frase d'entrada a Drag Race, "El món em vol, i el sentiment és mutu."

## Vida personal
James viu a la ciutat de Nova York des de 2019.

## Discografia
| Títol               | Any  |
| ------------------- | ---- |
| "Feeling Is Mutual" | 2019 |
| "Press On"          | 2020 |